# 桝居孝
桝居 孝（ますい たかし、1926年10月24日 - ）は、児童文化史研究家。
東京に生まれ、神奈川県鎌倉市、藤沢市で育つ。第一高等学校卒、東京帝国大学法学部法律学科卒業。公務員として自治省、神奈川県、鹿児島県、大阪府に30年勤務。日本赤十字社職員として大阪府支部、日赤本社に十余年勤務。大阪府教育長在職中に大阪府立国際児童文学館の設立に関与。2011年『日本最初の少年少女雑誌『ちゑのあけぼの』の探索 「鹿鳴館時代」の大阪、京都、神戸』で日本児童文学学会特別賞受賞。

## 著書
- 『ボランティアからの出発 行政マンから赤十字マンへ』タイムス 1996
- 『世界と日本の赤十字』タイムス 1999
- 『雑誌『少年赤十字』と絵本画家岡本帰一』竹林館 2002
- 『日本最初の少年少女雑誌『ちゑのあけぼの』の探索 「鹿鳴館時代」の大阪、京都、神戸』編著 かもがわ出版 2011

共著
- 『世界と日本の赤十字 世界最大の人道支援機関の活動 新版』森正尚共著 東信堂 2014

## 注
1. ↑  『現代日本人名録』
2. ↑  『世界と日本の赤十字新版』著者紹介